# Waldfriedhof Jeziorko

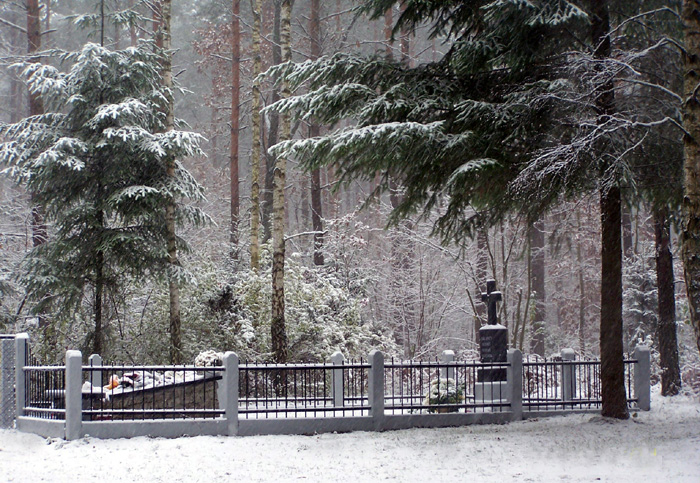
Waldfriedhof Jeziorko im Winter

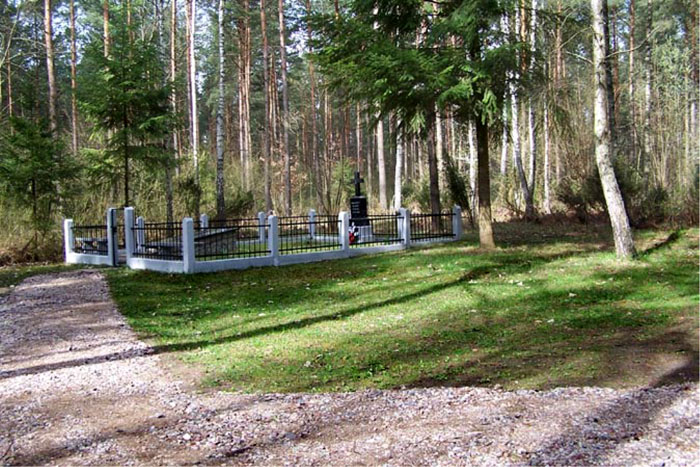
Waldfriedhof Jeziorko im Sommer

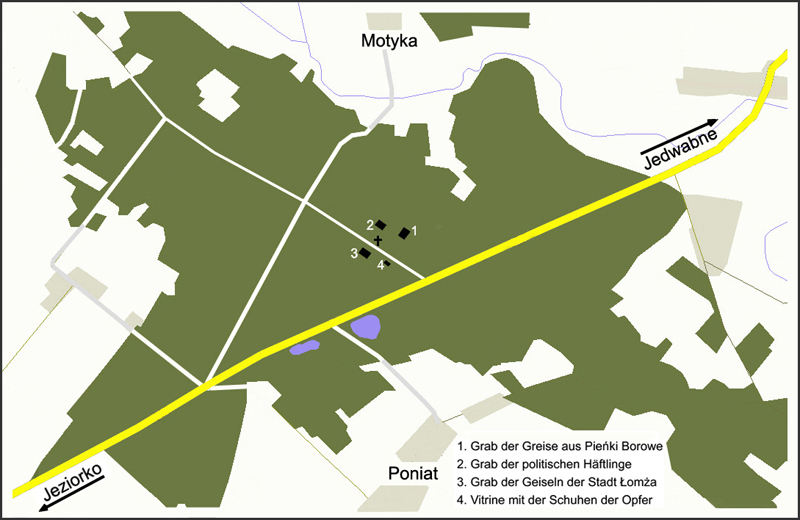
Lageplan des Friedhofs

Der Waldfriedhof in Jeziorko, auf dem die sterblichen Überreste von Opfern der Nationalsozialisten ruhen, befindet sich in Nordostpolen in der Nähe des Dorfes Jeziorko an der Straße Nr. 669 Łomża–Jedwabne, etwa sieben Kilometer von Łomża.

## Geschichte
Die Stadt und der Powiat Łomża wurden nach dem geheimen Ribbentrop-Molotow-Abkommen im September 1939 von der Sowjetarmee besetzt. Im Juli 1941 wurde die Stadt von der Wehrmacht besetzt und dem Bezirk Bialystok im Reichskommissariat Ostland zugeordnet. 
In den drei Massengräbern sind die Aschen der Opfer dreier Massaker bestattet: 
- der Greise aus dem Altersheim im Dorfe Pieńki Borowe: etwa 60 Opfer, die im Juli 1942 ermordet wurden,
- der politischen Häftlinge aus dem Łomżaer Gefängnis: 62 Opfer, die in der Nacht vom 29. zum 30. Juni 1943 hingerichtet wurden,
- der Geiseln – Bürger von Łomża mit Hochschulbildung: die 52 Opfer wurden am Morgen des 15. Juli 1943 festgenommen und an demselben Tag auf der Waldlichtung bei Jeziorko erschossen. Von dieser Gruppe der Opfer überlebte nur Jerzy Smurzyński (* 1928), der an diesem Tag früh das Elternhaus verlassen hatte und dadurch der Festnahme entgangen war. Seine Eltern wurden am selben Tage im Wald hingerichtet. Diese Aktion wurde von einer vom Gauleiter Erich Koch berufenen Einsatzgruppe unter dem Kommando des Offiziers Müller durchgeführt.

Im Herbst 1944 grub das Sonderkommando 1005 die Leichen der Ermordeten aus und verbrannte sie auf Scheiterhaufen, um die Spuren des Verbrechens zu tilgen. 
Im Frühling 1945 errichteten Einwohner der Stadt Łomża auf der Waldlichtung einen drei Massengräber umfassenden Friedhof. Der Rat zur Pflege des Gedenkens erteilte dem Waldfriedhof den Status eines Ortes des Nationalen Gedenkens. Die Geschichte des Friedhofes wurde fast lückenlos dokumentiert.